# Карпов Андрій Володимирович
Андрій Карпов (нар. 6 січня 1987) — український спідвеїст.

## Біографія
Андрій є вихованцем червоноградської школи спідвею. У чемпіонаті Польщі виступає з 2005 року, коли у 2-й лізі, їздив у барвах Рівненського клубу та здобув середню кількість очок за один заїзд 1,533. У 2006 році, вже в екстралізі, виступав за «Marma Rzeszow», з якою підписав дворічний контракт. Однак у 2007 році його віддали в оренду до «Wybrzeże Gdańsk», а у 2008 році він автоматично став гонщиком «Wybrzeże». У сезоні 2009 року приєднався до команди «Start Gniezno», звідки був відданий в оренду до «ROW Rybnik».
У 2019—2020 роках виступав за клуб у 2 полській лізі «Wilki» з Кросно. Він посів одинадцяте та п'яте місця відповідно за середню кількість очок за один заїзд серед гонщиків 2 лігі. У 2021 році Карпов приєднався до «Stal» з Жешува. Через нещасний випадок під час одного з тренувань він не зміг виступити у чемпіонаті цього року. У наступному сезоні через війну в Україні залишився у своїй країні.

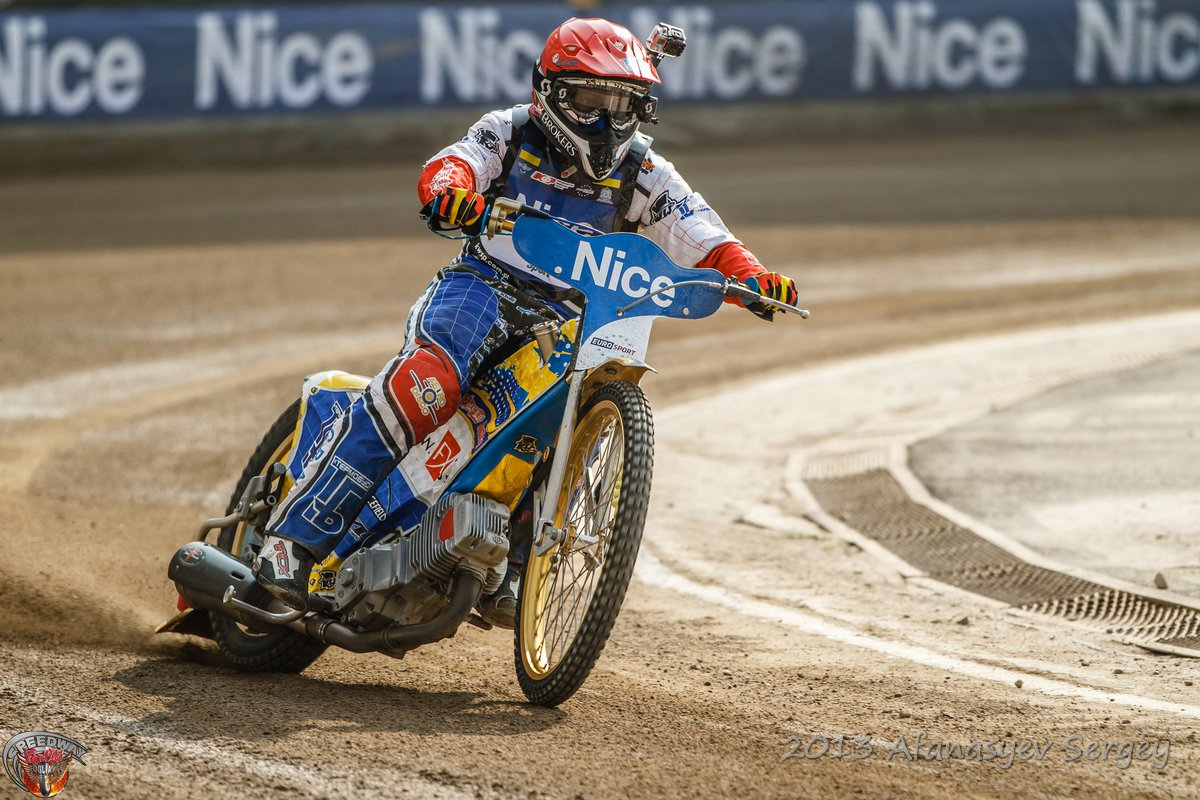

Серед його найбільших успіхів: срібна медаль Індивідуального чемпіонату Європи серед юніорів 2006 року, золото (2005) та срібло (2006) Індивідуального чемпіонату України, золота медаль Індивідуального чемпіонату України серед юніорів (2006)
Крім того, з «Техніком Червоноград» він двічі ставав бронзовим призером командного чемпіонату України, двічі вигравав срібло особистого чемпіонату України серед юніорів, виходив до півфіналу особистого чемпіонату світу серед юніорів.

## Старти в польській лізі
- СКА-Спідвей Львів — 2004
- Україна Рівне — 2005
- Marma Polish Films Rzeszów — 2006
- Wybrzeże Gdańsk — 2007—2008
- Start Gniezno — 2009
- ROW Rybnik — 2010—2011
- GTŻ Grudziądz — 2012—2014
- Wanda Krakow — 2015
- Falubaz Zielona Góra — 2016—2017
- ROW Rybnik — 2018
- Wilki Krosno — 2019—2020
- Rzeszów — 2021[2]